# يوجين بوغري ياغو
يوجين بوغري ياغو (مواليد 15 ديسمبر 1969) هو لاعب كرة قدم إيفواري دولي سابق لعب في مركز الوسط. شارك في 12 مباراة مع منتخب ساحل العاج بين عامي 1989 و1994. كما كان ضمن قائمة منتخب ساحل العاج المشاركة في كأس الأمم الإفريقية 1994.

## وصلات خارجية
- Eugène Beugré Yago على موقع الاتحاد الدولي (مؤرشف)  (الإنجليزية)
- Eugène Beugré Yago على موقع قاعدة بيانات كرة القدم.إي يو (الإنجليزية)
- Eugène Beugré Yago على موقع ناشيونال فوتبول تيمز (الإنجليزية)